# Kilchberg (Zúric)
Kilchberg és un municipi de Suïssa al districte de Horgen en el cantó de Zúric. El 2013 tenia 7.767 habitants.

## Història
Kilchberg és mencionat per escrit per primera vegada l'any 1248 com Hilchberch. El 1250 es menciona com Kilchperch. Kilchberg formava part de Bendlikon.

## Indústria

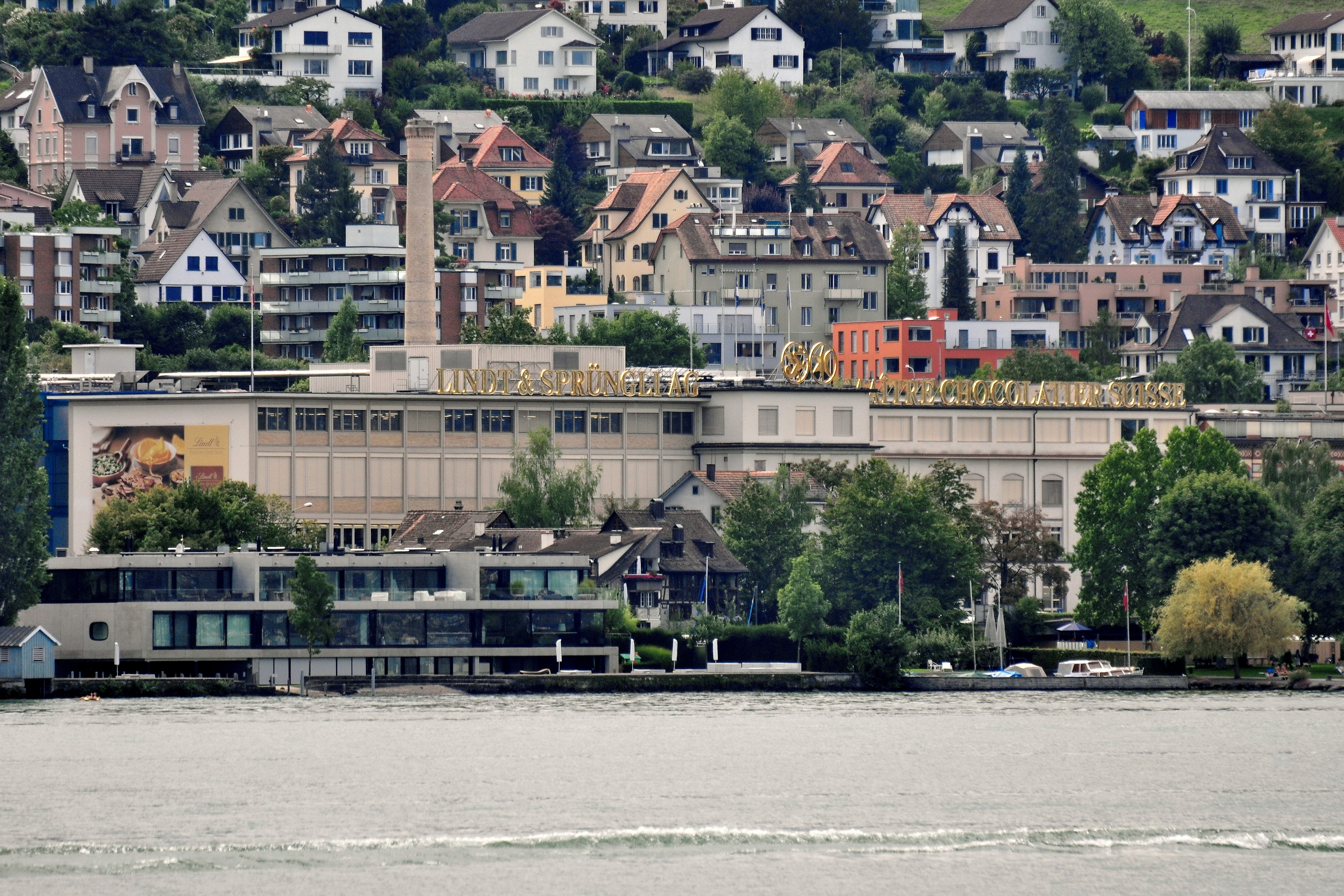
Lindt & Sprüngli Kilchberg

Kilchberg és la seu de l'empresa Lindt & Sprüngli.

## Residents coneguts

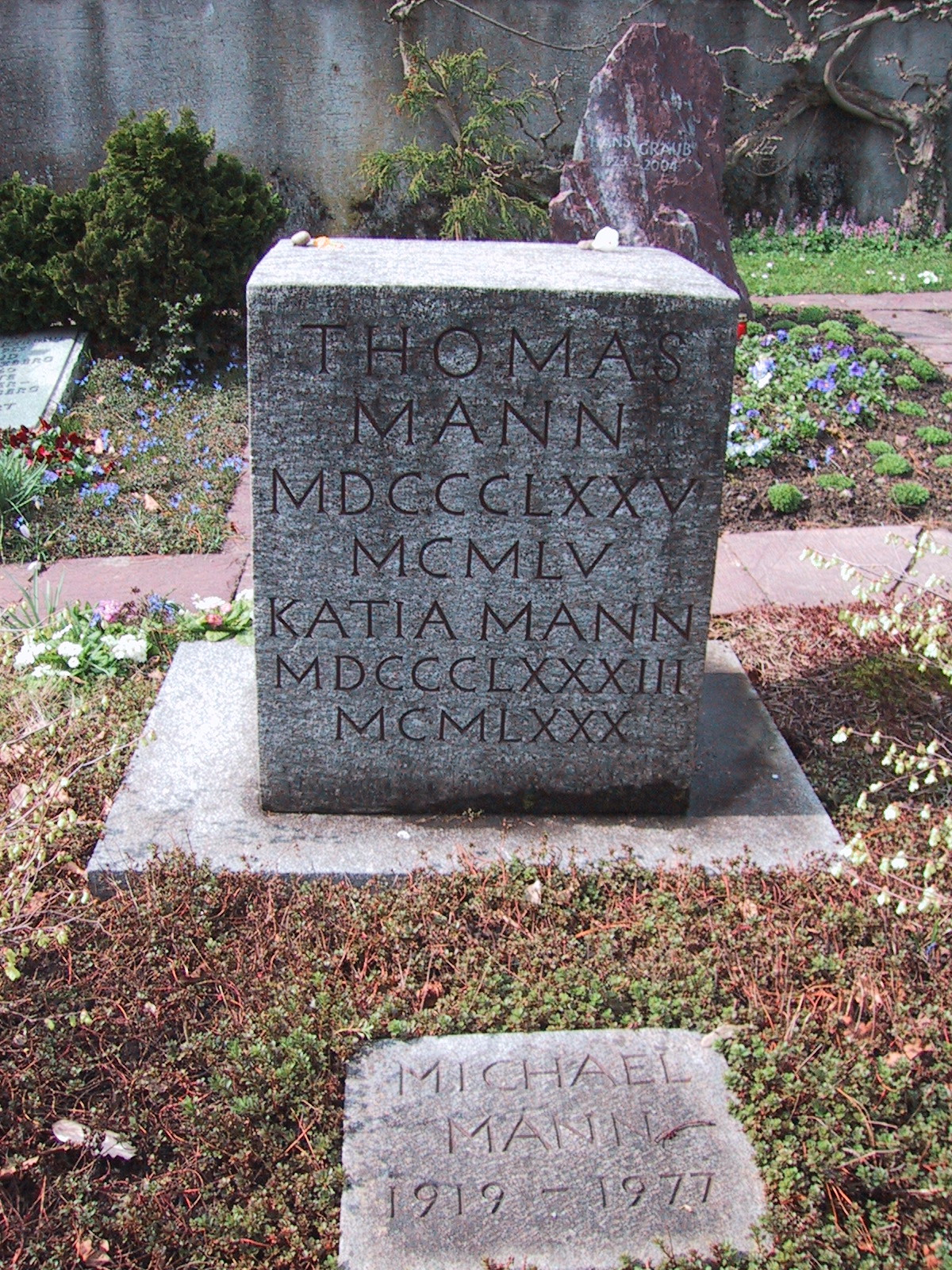
Tomba de Thomas Mann a Kilchberg

- L'escriptor Thomas Mann va fer de Kilchberg la seva residència quan tornà a Europa després de la Segona Guerra Mundial: és enterrat al cementiri del poble.
- Carl Nägeli, botànic
- Conrad Ferdinand Meyer morí a Kilchberg (1898). Hi té dedicat un museu.
- David Sprüngli-Schwartz, mestre xocolater i el seu fill tenien fàbriques i moriren a Kilchberg. La seva marca de xocolata Lindt & Sprüngli, es coneix com a xocolata Lindt.